# Relations entre le Brésil et le Portugal
Les relations entre le Brésil et le Portugal désignent les relations bilatérales qui lient la république fédérative du Brésil, nation d'Amérique du Sud, et la République portugaise, État du sud de l'Europe.
Les deux États entretiennent des relations particulières du fait de l'appartenance passée du Brésil à l'Empire colonial portugais. Les nations brésilienne et portugaise sont liées par leur langue commune, les similitudes culturelles et leurs diasporas respectives présentes de part et d'autre de l'Océan Atlantique. 
Les relations entre les deux nations indépendantes ont débuté après l'indépendance du Brésil en 1822, le Brésil quittant le Royaume-Uni de Portugal, du Brésil et des Algarves et devenant une nation indépendante.
Néanmoins, la relation entre le Brésil et le Portugal est antérieure. Elle commence dès 1492 avec le traité de Tordesillas, exigeant un partage de l'Amérique entre l'Espagne et le Portugal. Le Portugal, respecte ce traité, grâce à l'acquisition du Brésil, fraichement découvert.

## Avant l'indépendance

### Arrivée des Portugais et colonisation du Brésil (1500-1815)
Le 22 avril 1500, sous le règne de Manuel Ier, une flotte dirigée par le navigateur Pedro Alvares Cabral débarque à Porto Seguro dans le nord de l'actuel Brésil pour prendre possession des terres au nom du Roi.
Le territoire subit dans un premier temps le désintérêt de la Couronne portugaise, focalisée sur ses comptoirs des Indes et d'Afrique. Son exploitation se limite essentiellement à la récolte du bois de Brésil, bois de couleur braise qu'ils achetaient aux Indiens, et auquel le Brésil doit son nom actuel.
L'entreprise de colonisation ne débuta réellement que dans les années 1530, lorsque Jean III divisa le territoire en douze capitaineries héréditaires afin de faciliter son administration et établir sa domination face aux appétits d'autres puissances européennes. Cependant, le système de capitaineries révèle rapidement ses faiblesses. Deux capitaineries sur treize parviennent à prospérer, celle de Pernambouc basée dans la culture de la canne à sucre (produit prisé en Europe qui deviendra la principale ressource du pays sur les 150 prochaines années), puis celle de São Vicente qui se consacre à la traite d'autochtones. La gestion privée des capitaineries est à l'origine de conflits entre colons et ne semble pas parvenir à mater la résistance des Amérindiens. La situation est compliquée par l'augmentation d'incursions européennes, notamment françaises et hollandaises, qui tentent de s'établir sur le littoral brésilien. En réaction, le roi fait de la colonisation une affaire royale.

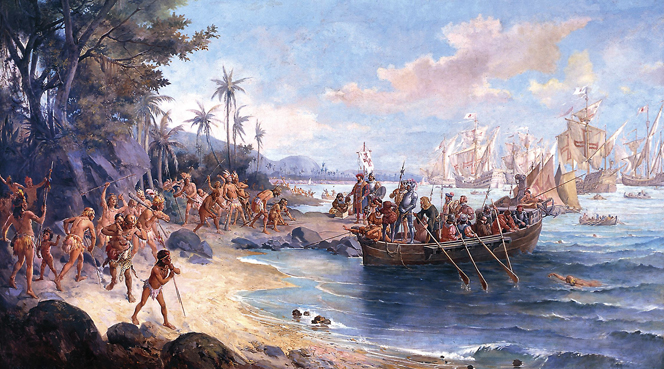
Débarquement des explorateurs portugais à Porto Seguro.

Il dépêche sur place Tomé de Sousa en 1549 pour créer un gouvernement central. Son premier acte est la fondation de la capitale, Salvador da Bahia, dans le nord du Brésil. Sa mission principale est de réorganiser les capitaineries locales et défendre le littoral brésilien des incursions européennes. Avec lui, il ramène des Jésuites chargés de pacifier les autochtones et de les convertir au catholicisme. Son successeur Duarte da Costa (1553-1557) rencontre des difficultés avec les Amérindiens et de graves différends avec des colons et l'évêque. Les guerres contre les indigènes autour de Salvador absorbent une grande partie de son gouvernement.

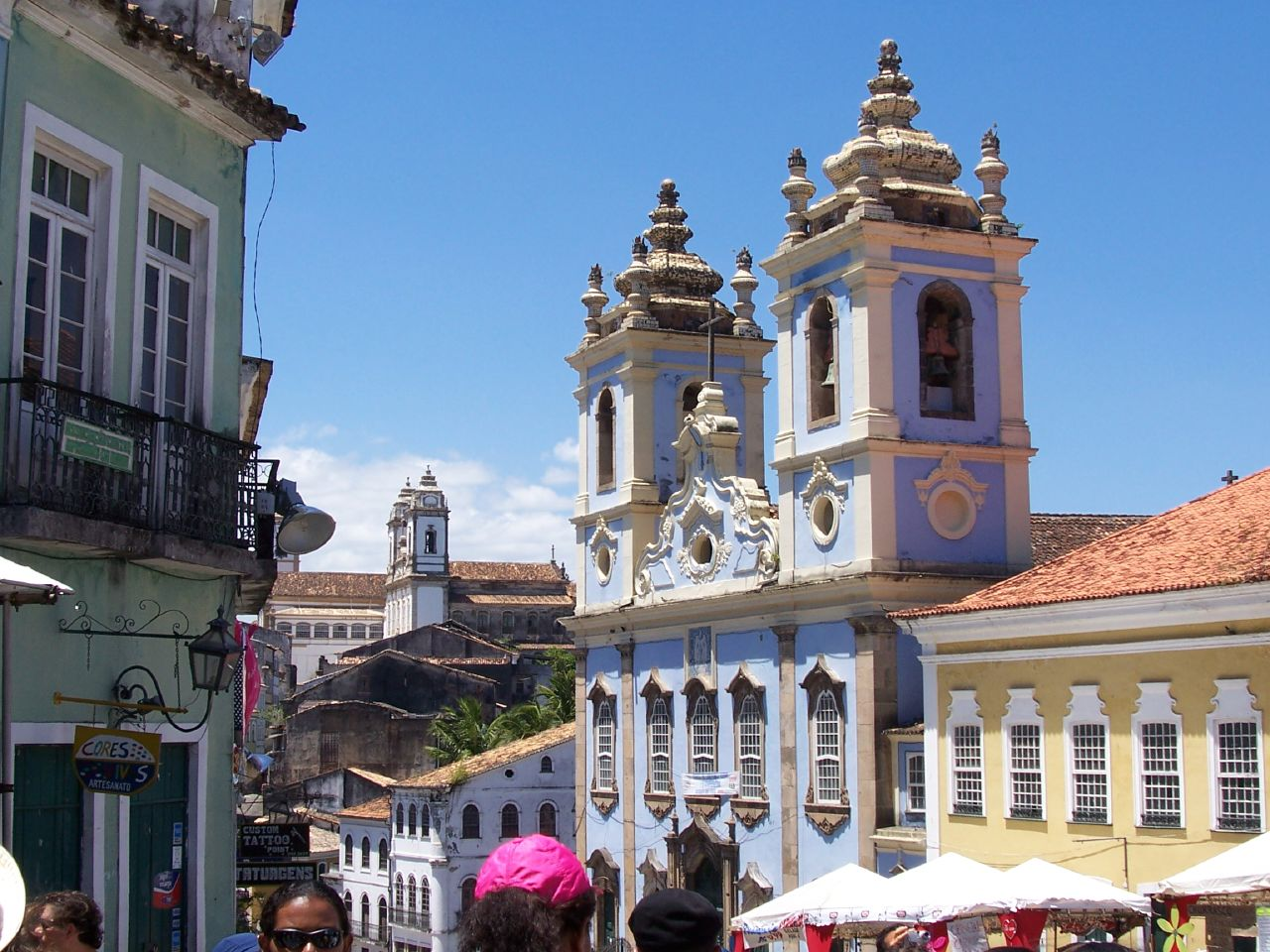
Le centre historique de Salvador de Bahia a une architecture typiquement portugaise.

 Le troisième gouverneur général du Brésil, Mem de Sá (1557-1573), s'avère être un administrateur efficace qui réussit à vaincre les Aborigènes et, avec l'aide des jésuites, à expulser les calvinistes français qui ont établi une colonie à Rio de Janeiro (la France antarctique). Son neveu, Estácio de Sá, fonda la ville de Rio de Janeiro en 1565.
Le Brésil est divisé en deux Estados (États) en 1621 par Philippe II, il crée l’Estado do Brasil avec Salvador comme capitale  et l’Estado do Maranhão, lui-même subdivisé, avec São Luís comme capitale. Le but est de faciliter la gestion du vaste territoire brésilien, chaque état possède son propre gouverneur.
Le statut du Brésil connaît sa première évolution en 1775, quand les différents États sont unifiés au sein de la nouvelle vice-royauté du Brésil, avec Rio de Janeiro comme capitale. Son représentant est désormais désigné comme vice-roi du Brésil. Les villes et villages coloniaux sont également dotés d'un conseil municipal (Câmara Municipal) sur le modèle portugais d'administration. Composés des personnalités de la société coloniale (propriétaires terriens, commerçants, marchands d'esclaves), les conseils municipaux coloniaux sont responsables de la réglementation du commerce, des infrastructures publiques, des artisans, des prisons, etc.

### Vice-royaume du Brésil (1815-1822)
En 1807, devant le refus portugais d'adhérer au blocus continental contre le Royaume-Uni, les troupes françaises de Napoléon Bonaparte envahissent le Portugal. Incapable de résister à cette attaque, le prince-régent Jean (le futur roi Jean VI de Portugal), qui gouvernait depuis 1792 au nom de sa mère, la reine Marie Ire, ordonne le transfert au Brésil de la famille royale, de la cour royale et du gouvernement portugais avant d'être renversé par l'armée d'invasion.
En janvier 1808, il débarque à Salvador, où il signe un règlement commercial qui ouvre le commerce entre le Brésil et les pays amis (Angleterre). Cette loi importante remplace le pacte colonial qui, jusque-là, permettait seulement au Brésil de maintenir des relations commerciales directes avec le Portugal. En mars 1808, la cour déménage à Rio de Janeiro. Durant son séjour, le régent entreprend une série de transformations politiques, économiques et sociales qui aboutissent à la décision du régent Jean de Portugal de faire du pays un royaume associé à son ancienne métropole en 1815 lors du Congrès de Vienne. Le prince Jean crée alors le Royaume-Uni de Portugal, du Brésil et des Algarves (Reino Unido de Portugal, Brasil e Algarves), élevant le Brésil au rang de royaume égal au Portugal. En 1816, il est acclamé roi de Portugal à Rio de Janeiro sous le nom de Jean VI.

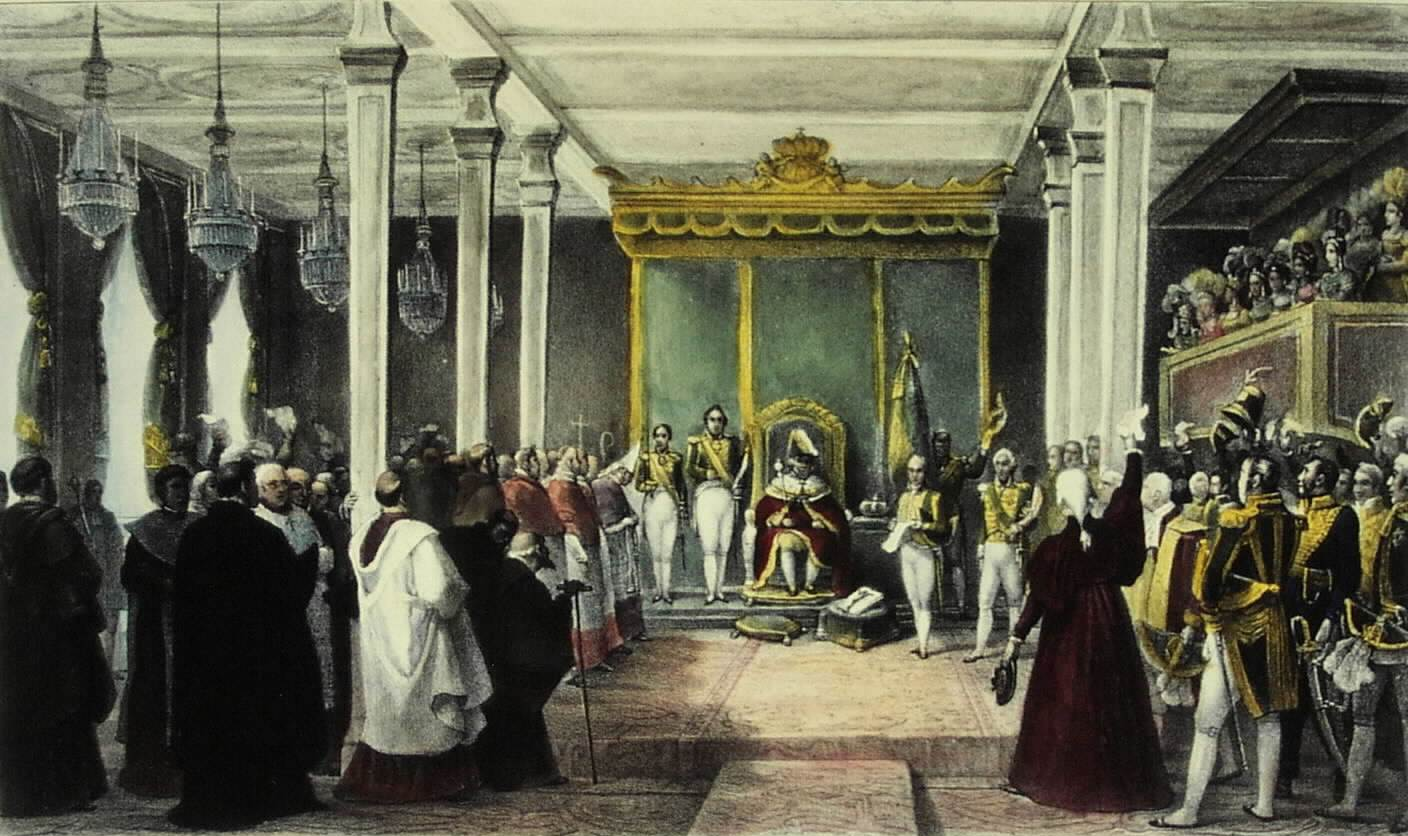
Couronnement de Jean VI à Rio de Janeiro.

Le nouveau roi prend un certain nombre de mesures telles que la création des premières places financières, des premières universités, d'un opéra, l'ouverture du Brésil au commerce international ou encore la création de la Banco do Brasil. Toutes ces mesures font progresser considérablement le Brésil et rendent inévitable la séparation politique entre les deux pays.
En 1821, à la suite d'une révolution libérale et sous la pression des monarchies européennes, le roi Jean VI est forcé de rentrer à Lisbonne. Il désigne son fils Dom Pedro comme prince régent du Brésil. Mais les Cortes portugaises désirent mettre un terme à l’autonomie du Brésil et veulent ramener le pays au rang de simple colonie,. Les Cortes décident de dissoudre le gouvernement central établi à Rio de Janeiro et ordonnent au prince régent de rentrer à Lisbonne. Soutenu par la population brésilienne, le prince refuse et proclame l'empire du Brésil le 7 septembre 1822. Il s'ensuit une guerre d'indépendance menée à travers tout le pays, se soldant par la défaite des garnisons coloniales en 1824, et la reconnaissance par le Portugal de l’indépendance du pays par le traité de Rio de Janeiro du 29 août 1825.

## Après l'indépendance

### XIXesiècle
À la suite de l'indépendance, les deux pays demeurent unis par leur famille royale. Dans l'immédiat après-guerre, des groupes rattachistes comme le Partido Português, voient le jour, mais leurs revendications reçoivent peu de considération dans le paysage politique brésilien, principalement divisés entre les monarchistes et les républicains.
En 1894, les relations entre les deux pays se dégradent fortement à l'occasion de la Révolte de l'Armada, une révolte d'amiraux brésiliens et de monarchistes contre les dérives autoritaires de la république brésilienne nouvellement crée. Le Portugal envoie un navire de guerre à Rio de Janeiro pour protéger ses intérêts, dans lequel certains rebelles finissent par trouver refuge. Malgré les protestations du gouvernement brésilien, le Portugal leur accorde le refuge et les débarque au Rio de la Plata. Le Brésil décide alors de rompre ses relations diplomatiques jusqu'en 1895, avec le gouvernement suivant,.

### XXesiècle
En 1910, la Première République portugaise est proclamée. Isolé diplomatiquement et politiquement sur le continent européen, le nouveau gouvernement portugais entreprend un rapprochement politique avec le Brésil. Le Portugal cherche principalement à sécuriser son empire colonial face au rapprochement anglo-espagnole, deux puissances ambitieuses à son endroit. Ce projet trouve un certain écho au Brésil, y compris au sein de la classe politique. Les acteurs culturels et les élites économiques sont les principaux vecteurs du discours panlusitaniste, avançant l'argument culturel, linguistique, historique voire raciale chez certains auteurs. Certains intellectuels portugais postulent même pour l'union politique au sein d'une confédération. En 1922, António José de Almeida devient le premier chef d'Etat portugais à se rendre au Brésil depuis l'indépendance de 1825. Durant son séjour sont signées un certain nombre de conventions bilatérales sur le travail, la culture ou encore la double nationalité. Le discours de 1922 sur la fraternité luso-brésilienne offre ainsi un cadre théorique à un espace de voisinage privilégié entre le Portugal et le Brésil, qui sera développé durant tout le XXe siècle à travers de nouvelles conventions de plus en plus ambitieuses.

### XXIesiècle
En 2000, à l'occasion des commémorations du cinquième centenaire de la découverte du Brésil, les deux pays signent le traité d’amitié, de coopération et de consultation. Elle fait suite à une autre convention d'amitié et de devoirs entre brésiliens et portugais signée le 7 septembre 1971. Le nouveau traité, plus poussé que le précèdent, comprend l'exemption de visas et l'instauration d'une égalité des droits, procurant aux citoyens des deux pays des avantages politiques par rapport à d'autres étrangers.

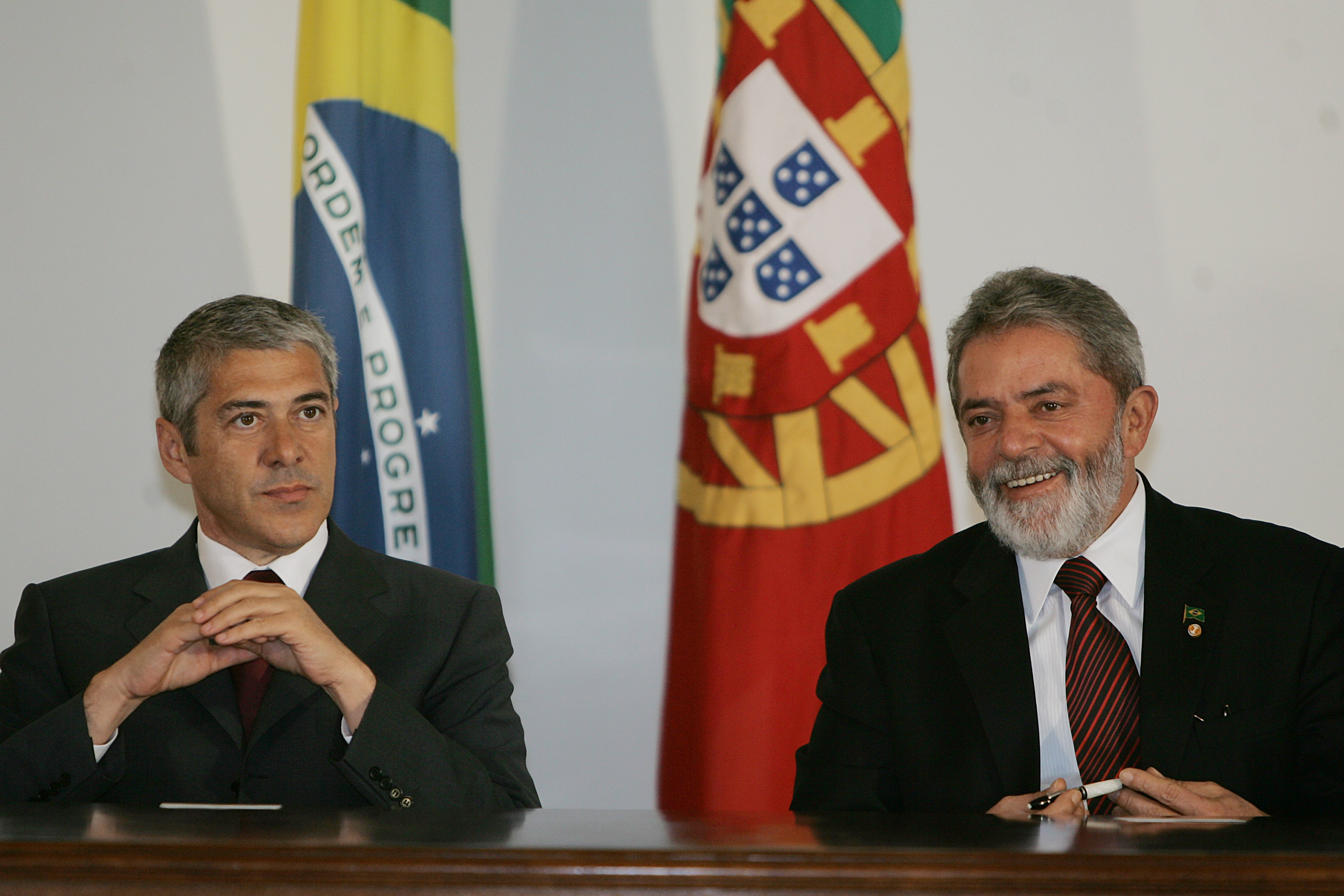
Le Président brésilien Lula da Silva (à droite) et le Premier ministre portugais José Sócrates (à gauche) en 2010.

Par exemple, un citoyen portugais peut désormais voter au Brésil, être élu sur place, et inversement. Les exigences sont également revues à la baisse si les citoyens des deux pays souhaitent obtenir la nationalité de l'autre.
En 2010, le Portugal prend position pour l'octroi au Brésil d'un siège permanent au Conseil de sécurité de l'ONU.
Le 22 avril 2023, le président Luiz Inácio Lula da Silva se rend en visite officielle au Portugal afin de relancer des échanges diplomatiques bilatéraux. Ce dernier entend rompre avec le mandat de son prédécesseur Jair Bolsonaro, caractérisé par une politique d'extrême droite et un isolement diplomatique vis-à-vis de ses alliés, ayant entrainé la fin des sommets annuels. Son élection a d'ailleurs provoqué une augmentation drastique de l'immigration brésilienne vers le Portugal, justifiant d'autant plus l'entretien de liens étroits. À cette occasion sont signés d'autres conventions, notamment sur l'équivalence des diplômes, la reconnaissance des permis de conduire ou encore la coopération en matière économique, culturelle, scientifique et spatiale,,.